# Simon Chenard
Pour les articles homonymes, voir Chenard.
Simon Chenard, né le 20 mars 1758 à Auxerre et mort à Paris le 16 novembre 1832, est un chanteur d'opéra français qui a chanté les principaux rôles de basse-taille à la Comédie-Italienne et à l'Opéra-Comique. 

## Biographie
Simon Chenard est le fils d'un menuisier d'Auxerre. 
Il apprend la musique comme enfant de chœur à la cathédrale, ayant pour maître Dorsonville.
Désirant devenir comédien, il s’engage dans une troupe de province. Puis, il arrive au théâtre de Bordeaux où il rencontre ses premiers succès.
Il débute à l'académie royale de musique en 1782, qu'il quitte l'année suivante pour l'Opéra-Comique.
Il tient le rôle de Jacques dans les Trois fermiers, joué le 28 juin 1783, puis enchaîne les représentations. Il est Maître Jacques dans Le Diable à quatre de Jean-Pierre Solié.
En 1786, il épouse Gertrude Philippe. De l'union nait Antoinette Gertrude Chenard (1787-1863).
Il prend durant quatre ans des leçons de violoncelle auprès du célèbre Duport. Il joue sur scène de son instrument dans la pièce le Concert interrompu.
Il est également professeur de chant et devient l’un des secrétaires-directeurs du Opéra-Comique.
Ami de Louis-Léopold Boilly, ce dernier le représente notamment à la Réunion d'artistes dans l'atelier d'Isabey.
Il obtient une rente lors de sa retraite en 1823.
Il meurt à son domicile de la rue Saint-Honoré

## Iconographie
- François Gérard, Simon Chenard, 1797, Musée d'Auxerre[3].
- Louis-Léopold Boilly, Portrait de Chenard, dans le rôle du déserteur[4].
- Xavier Leprince, Portrait de Simon Chenard dans le rôle du père Morin, 1821, musée Saint-Germain à Auxerre.
- Jean-Baptiste Isabey, Portrait de Simon Chenard, Musée d'Orléans.

## Postérité
- À Auxerre se trouve la Rue Simon Chenard